# Unione Sportiva Bagnolese 1920-1921
Questa voce raccoglie le informazioni riguardanti la Unione Sportiva Bagnolese nelle competizioni ufficiali della stagione 1920-1921.

## Divise
| Casa | Trasferta |

## Organigramma societario
Area direttiva
- Presidente: ,

Area tecnica
- Allenatore:

## Rosa
| N. |                   | Ruolo | Calciatore              |
| -- | ----------------- | ----- | ----------------------- |
|    | Italia (bandiera) | P     | Del Giudice             |
|    | Italia (bandiera) | D     | Invorio                 |
|    | Italia (bandiera) | D     | Manzoni                 |
|    | Italia (bandiera) | D     | Aniello Zita (capitano) |
|    | Italia (bandiera) | A     | Furlanetto              |
|    | Italia (bandiera) | A     | Marra                   |
|    | Italia (bandiera) | A     | Piccirillo              |

| N. |                   | Ruolo | Calciatore      |
| -- | ----------------- | ----- | --------------- |
|    | Italia (bandiera) | A     | Pietro Polisano |
|    | Italia (bandiera) | A     | Sarnataro       |
|    | Italia (bandiera) |       | Carrano         |
|    | Italia (bandiera) |       | Funaiolo        |
|    | Italia (bandiera) |       | Lanzone         |
|    | Italia (bandiera) |       | Pizzo           |
|    | Italia (bandiera) |       | Tedesco II      |

## Risultati

### Prima Categoria

#### Girone campano

##### Girone di andata
| Arbitro: | Barra |

|                                  |           |             |
| Lattard ?’ Scoppa ?’ Bazzardi ?’ | Marcatori | ?’ Polisano |

| Napoli 5 dicembre 1920 2ª giornata | Audacia Napoli | 0 – 3 | Bagnolese |  |

| Bagnoli 19 dicembre 1920 3ª giornata | Bagnolese | 2 – 0 | Pro Napoli | Campo ILVA |

##### Girone di ritorno
| Arbitro: | Barra |

|            |           |               |
| Invorio ?’ | Marcatori | ?’ Reichlin I |

| Bagnoli 16 gennaio 1921 5ª giornata | Bagnolese | 4 – 1 | Audacia Napoli | Campo ILVA |

| Napoli 23 gennaio 1921 6ª giornata | Pro Napoli | 1 – 2 | Bagnolese |  |

#### Girone finale campano

##### Girone di andata
| Arbitro: | Cammarota |

|              |           |                |
| Ghisi ?’, ?’ | Marcatori | ?’ Tedeschi II |

| Arbitro: | Argento (Napoli) |

|  |           |              |
|  | Marcatori | 44’ Lobianco |

| Arbitro: | Moretti |

|            |           |  |
| Invorio ?’ | Marcatori |  |

##### Girone di ritorno
| Arbitro: | Argento (Napoli) |

|                        |           |  |
| Invorio ?’ Polisano ?’ | Marcatori |  |

| Arbitro: | Moretti I |

|                  |           |             |
| Lobianco 6’, 80’ | Marcatori | 75’ Invorio |

| Napoli 9 aprile 1921 6ª giornata | Internazionale Napoli | 0 – 2 A tavolino per forfait | Bagnolese |  |

## Statistiche
Statistiche aggiornate al 9 aprile 1921.

### Statistiche di squadra
| Competizione          | Punti | In casa | In casa | In casa | In casa | In casa | In casa | In trasferta | In trasferta | In trasferta | In trasferta | In trasferta | In trasferta | Totale | Totale | Totale | Totale | Totale | Totale | DR |
| Competizione          | Punti | G       | V       | N       | P       | Gf      | Gs      | G            | V            | N            | P            | Gf           | Gs           | G      | V      | N      | P      | Gf     | Gs     | DR |
| --------------------- | ----- | ------- | ------- | ------- | ------- | ------- | ------- | ------------ | ------------ | ------------ | ------------ | ------------ | ------------ | ------ | ------ | ------ | ------ | ------ | ------ | -- |
| Girone campano        | 9     | 3       | 2       | 1       | 0       | 7       | 2       | 3            | 2            | 0            | 1            | 6            | 4            | 6      | 4      | 1      | 1      | 13     | 6      | +7 |
| Girone finale campano | 6     | 3       | 2       | 0       | 1       | 3       | 1       | 3            | 1            | 0            | 2            | 4            | 4            | 6      | 3      | 0      | 3      | 7      | 5      | +2 |
| Totale                | 15    | 6       | 4       | 1       | 1       | 10      | 3       | 6            | 3            | 0            | 3            | 10           | 8            | 12     | 7      | 1      | 4      | 20     | 11     | +9 |